# Vălanii de Beiuș
Vălanii de Beiuș – wieś w Rumunii, w okręgu Bihor, w gminie Uileacu de Beiuș. W 2011 roku liczyła 269 mieszkańców.